# Scapholeberis echinulata
Scapholeberis echinulata är en kräftdjursart som beskrevs av Georg Ossian Sars 1903. Scapholeberis echinulata ingår i släktet Scapholeberis och familjen Daphniidae. Inga underarter finns listade i Catalogue of Life.